# Dzierżążnik (Korsze)
Dzierżążnik (deutsch Hartels) ist ein kleiner Ort in der polnischen Woiwodschaft Ermland-Masuren und gehört zur Gmina Korsze (Stadt- und Landgemeinde Korschen) im Powiat Kętrzyński (Kreis Rastenburg).

## Geographische Lage
Dzierżążnik liegt am Westufer der Zaine (polnisch Sajna) in der nördlichen Mitte der Woiwodschaft Ermland-Masuren, 21 Kilometer nordwestlich der Kreisstadt Kętrzyn (deutsch Rastenburg).

## Geschichte
Der kleine Gutsbezirk Hartels wurde 1874 in den neu errichteten Amtsbezirk Glaubitten (polnisch Głowbity) eingegliedert, der zum Kreis Rastenburg im Regierungsbezirk Königsberg in der preußischen Provinz Ostpreußen gehörte. Am 1. Dezember 1910 hatte Hartels 57 Einwohner.
Am 30. September 1928 schloss sich der Gutsbezirk Hartels mit der Landgemeinde Scharkeim (polnisch Sarkajmy) und den Gutsbezirken Sprenglienen (nicht mehr existent) und Kremitten (Krzemity) zur neuen Landgemeinde Kremitten zusammen.
Als 1945 in Kriegsfolge das gesamte südliche Ostpreußen an Polen überstellt wurde, was auch Hartels davon betroffen. Es erhielt die polnische Namensform „Dzierżążnik“ und ist heute – eingebunden in das Dorf Łankiejmy (deutsch Langheim) ein Ort innerhalb der Stadt- und Landgemeinde Korsze (Korschen) im Powiat Kętrzyński (Kreis Rastenburg).

## Kirche
Hartels war bis 1945 in die evangelische  Kirche Langheim (polnisch Łankiejmy) in der Kirchenprovinz Ostpreußen der Kirche der Altpreußischen Union sowie in die katholische Kirche Sturmhübel (polnisch Grzęda) im Bistum Ermland eingepfarrt.
Heute gehört Dzierżążnik katholischerseits zur Pfarrei Łankiejmy im jetzigen Erzbistum Ermland, evangelischerseits zur Pfarrei Kętrzyn (Rastenburg) mit der Filialkirche Bartoszyce (Bartenstein) in der Diözese Masuren der Evangelisch-Augsburgischen Kirche in Polen.

## Verkehr
Dzierżążnik liegt an einer Nebenstraße, die bei Łankiejmy (Langheim) von der Woiwodschaftsstraße 592 (einstige deutsche Reichsstraße 135) abzweigt und über Sarkajmy (Scharkeim) nach Dłużec Wielki (Groß Langwalde) führt.
Die nächste Bahnstation ist Łankiejmy an der Bahnstrecke von Toruń nach Korsze, die bis 2000 nach Tschernjachowsk (Insterburg) in der heutigen russischen Oblast Kaliningrad (Gebiet Königsberg (Preußen)) verlief.